# Camou-Mixe
Pour les articles homonymes, voir Camou.
Camou-Mixe est une ancienne commune française du département des Pyrénées-Atlantiques. Le 22 mars 1842, la commune fusionne avec Suhast pour former la nouvelle commune de Camou-Mixe-Suhast. Cette commune a existé de 1842 à 1972.
En 1972, elle a été rattachée à la commune de Aïcirits, dont le nom a été modifié en 1984 pour reprendre une partie du nom de cette ancienne commune. Désormais, elle s'appelle Aïcirits-Camou-Suhast.

## Géographie
Le village fait partie du pays de Mixe dans la province basque de Basse-Navarre.

## Toponymie
Le toponyme Camou apparaît sous les formes  
Sactus Petrus de Camono (1160), 
Camou (début du XIIIe siècle (cartulaire de Bayonne), 
Camo (1304), 
Chamo (1309), 
Gamo (1350), 
Camo (1413), 
Camur (1472, notaires de Labastide-Villefranche), 
Camo en Micxe (1479, contrats d'Ohix), 
Camo (1519, titres de Navarre), 
Camu (1621, Martin Biscay), 
Camon (1793) et 
Camou-Mixe (1863, dictionnaire topographique Béarn-Pays basque).
Son nom basque est Gamue.

## Démographie
En 1350, 20 feux sont signalés à Camou.
Le recensement à caractère fiscal de 1412-1413, réalisé sur ordre de Charles III de Navarre, comparé à celui de 1551 des hommes et des armes qui sont dans le présent royaume de Navarre d'en deçà les ports, révèle une démographie en forte croissance. Le premier indique à Camou la présence de dix feux, le second de trente-et-un (27 + 4 feux secondaires).
Le recensement de la population de Basse-Navarre de 1695 dénombre 49 feux à Camou.
| 1793 | 1800 | 1806 | 1821 | 1831 | 1836 |
| ---- | ---- | ---- | ---- | ---- | ---- |
| 257  | 239  | 248  | 236  | 227  | 230  |

## Pour approfondir